# Alberto Aguirrezabalaga Garcia
Alberto Aguirrezabalaga Garcia, španski rokometaš, * 1. december 1988, Zarautz.

## Življenjepis
Alberto Aguirrezabalaga Garcia je v Španiji nastopal med drugim za znan rokometni klub San Antonio. Potem je bil Alberto Aguirrezabalaga Garcia v Sloveniji od leta 2012 do 2013 član  rokometnaga kluba Trimo iz Trebnja , ki ga je treniral  Ivan Vajdl . Iz tega kluba po sezoni 2012/13 prestopil v madžarski klub Csurgói KK. Nosi dres številka 88.

## Članki - izbor
- 1. Alberto pravi, da je Slovenija zelena dežela kot Baskija
  2. Alberto Garcio pričakujejo Madžari
  3. Alberto in Carmen
  4. Siol: 19.8.2013, Csurgoi KK : Maribor Branik 32:31; Alberto Aguirrezabalaga 6 golov

## Fotografije - izbor
- 1. Alberto, hvala! Na fotografiji - Vodstvo  rokometnaga kluba Trimo iz Trebnja  in trener  Ivan Vajdl (Photo by I.Vidmar) / Dolenjski list; 12.5.2013)
  2. Alberto je bil s sedmimi zadetki najboljši strelec Trima! (Photo by I.Vidmar) / Dolenjski list; 3.2.2013)

## Video - izbor
- 1. Alberto Aguirrezabalaga Garcia št. 88 - beli dres, RK Trimo Trebnje : RK Cimos Koper; 20.2.2013 - 21.krog, 1. NLB Leasing liga, sezona 2012/13
  2. Alberto v akciji št. 88 - beli dres, RK Gorenje Velenje : RK Trimo Trebnje; 7.12.2012 - 9.krog, 1. NLB Leasing liga, sezona 2012/13